# Syndroom van Angelman
Het syndroom van Angelman is een aangeboren stoornis in het centraal zenuwstelsel waarbij, naast typisch gedrag en gelaatstrekken, sprake is van een verstandelijke beperking.
Hoe vaak het syndroom van Angelman voorkomt is nog niet precies bekend; uit verschillende onderzoeken blijkt dat 1 à 2 op de 20.000 pasgeboren kinderen het syndroom heeft.

## Kenmerken
- Ernstige tot zeer ernstige verstandelijke beperking.
- Een ontwikkelingsstoornis
- Als kind veel lachen/giechelen; als volwassene vriendelijke uitstraling.
- Ataxie: houterige en onzekere motoriek.
- Afwezigheid van spraak: kinderen met het syndroom van Angelman leren hooguit 2 of 3 woorden spreken.
- Scoliose.
- Epilepsie komt bij 80% van de mensen met het syndroom van Angelman voor, en uit zich meestal door korte absences ('afwezigheden') met trillen of kleine schokjes.
- Karakteristieke afwijkingen in de hersenactiviteit op de leeftijd van 2-6 jaar, zichtbaar in een Elektro-encefalografie (EEG) (langzame golven met hoog voltage vanuit occipitaal). Deze afwijkingen doen zich ook voor bij kinderen met het syndroom van Angelman zonder epilepsie.
- Slaapstoornissen: mensen met het syndroom van Angelman slapen licht en worden gauw wakker; breken melatonine vertraagd af.
- Microcefalie: kleine schedelomtrek, vooral plat achterhoofd.
- Wijd uiteen staande tanden, grote onderkaak.
- Lichte kleur haar (blond, rood) en lichte kleur ogen (blauw, groen) (bij de deletie, zie Oorzaak).

## Levensloop

### Zwangerschap, geboorte en de zuigeling
Over het algemeen is er tijdens de zwangerschap en geboorte geen aanleiding tot ongerustheid; alles lijkt normaal te verlopen. Bij enkele kinderen is het achterhoofdje bij de geboorte wat plat.
In de eerste maanden is er vaak sprake van voedingsproblemen. De groeisnelheid van het hoofdje neemt langzaam af. De spierspanning in de romp is vaak iets verlaagd (hypotonie) en de spierspanning in de ledematen iets verhoogd (hypertonie).
Sommige baby's lachen opvallend veel. Over het algemeen maken zij een gelukkige en blije indruk. 
De ontwikkeling verloopt traag. Er kunnen schokkerige of beverige bewegingen ontstaan van het lichaam, daardoor zullen mijlpalen zoals kruipen en zelfstandig zitten vaak wat langer op zich laten wachten. De meeste kinderen met dit syndroom gaan ook laat lopen, sommige kinderen leren helemaal niet te lopen. Rond het eerste levensjaar krijgen ze vaak hun eerste epileptische aanval.

### Jeugdjaren
Kinderen met syndroom van Angelman zijn opvallend snel enthousiast, overbeweeglijk en druk, daarbij kunnen ze uitbundig lachen. Soms kunnen ze gaan gillen of schreeuwen. Ze komen rusteloos over, laten ongecontroleerde bewegingen van het lichaam zien, fladderen met de handen en hebben een onstabiele gang tijdens het lopen en hollen.
Ze stoppen veel in hun mond (vingers, handen, speeltjes). Vaak hebben ze de tong uit de mond en kwijlen ze. Er is sprake van een korte spanningsboog en de spraakontwikkeling komt niet op gang. Er is, afhankelijk van de ernst van de verstandelijke beperking soms wel passief taalbegrip aanwezig. Sommige kinderen brabbelen of kennen zelfs een paar woordjes, deze worden echter vaak niet goed gebruikt. Het wordt in de kinderjaren heel duidelijk dat er 'iets aan de hand is'. Er is sprake van een (ernstige) ontwikkelingsachterstand. Op latere leeftijd ontwikkelen ze soms een overmatige interesse in voedsel.
Vlak voor en in de puberteit worden bepaalde afwijkende gelaatstrekken duidelijk: een klein rond hoofd, een grote mond, een dunne bovenlip, vaak de tong uit de mond, wijd uiteen staande tanden en een grote onderkaak.

### Volwassenen
Er is sprake van een (zeer) ernstige verstandelijke beperking. Op volwassen leeftijd worden bewegingen meestal minder ongecontroleerd. De epilepsie kan verdwijnen, blijft soms echter aanwezig. Indien de motorische beperkingen erg op de voorgrond staan, kan de patiënt rolstoelafhankelijk worden.

## Oorzaak
Het syndroom van Angelman ontstaat, wanneer een bepaald gen (Ube3a) op de lange arm van het van de moeder afkomstige chromosoom 15 (15q11-13) niet actief is. (Dit gen wordt op het vaderlijke chromosoom 15 in bepaalde hersengedeelten namelijk uitgeschakeld.)
Deze situatie kan op de volgende wijze ontstaan:
1. Deletie: het gebied waar het gen ligt (15q11-13) ontbreekt op het van de moeder afkomstige chromosoom (70-75% van de gevallen).
2. Uniparentale paternale (van vader) disomie, wil zeggen dat door een fout bij de meiose (celdeling) allebei de chromosomen 15 van vader afkomstig zijn. Omdat Ube3a op het vaderlijk chromosoom uitgeschakeld is, ontstaat het syndroom van Angelman (2-5% van de gevallen).
3. Imprintingsstoornis: het gen op het moederlijke chromosoom wordt uitgezet (2-7% van de gevallen).
4. Genmutatie. Het Ube3a-gen functioneert niet doordat er een verandering in de DNA-code is opgetreden.

Ube3a is nodig voor de vorming van ubiquitine-ligase; het beïnvloedt dus de functie van ubiquitine, een eiwit dat als taak heeft het functioneren en de afbraak van eiwitten in de cel te reguleren. Het van de moeder afkomstige Ube3a is vooral van belang in het hersengedeelte dat hippocampus wordt genoemd en in de kleine hersenen.

## Geschiedenis en naamgeving
Dr. Harry Angelman, een Engelse kinderarts, beschreef in 1965 drie kinderen met deze aandoening: ze hadden een houterig bewegingspatroon en een ernstige verstandelijke beperking, ze hadden een klein hoofd en opvallende lachbuien, en ze hadden epileptische aanvallen. Hij vermoedde dat deze drie kinderen allen dezelfde aandoening hadden, en noemde ze 'Puppet Children'. In 1967 werd de term 'happy puppetsyndrome' bedacht door andere auteurs die kinderen met dit syndroom beschreven en de nadruk legden op de opgewekte gelaatsuitdrukking en de plotselinge lachbuien van deze kinderen. Door de negatieve bijklank van deze benaming wordt sinds 1982 gesproken over het syndroom van Angelman.